# 何济霆
何济霆（1998年2月19日—），福建邵武人，中国男子羽毛球运动员。就讀上海体育大学。

## 簡歷
2015年11月，何济霆代表中国国家羽毛球队參加秘魯利馬舉行的世界青年羽毛球錦標賽，分別與郑思维和杜玥合作贏得男子雙打冠軍和混合雙打亞軍。

## 主要比賽成績
只列出曾進入準決賽的國際賽事成績：
| 年份   | 賽事                         | 公開賽級別 | 項目     | 搭檔   | 成績   |
| ------ | ---------------------------- | ---------- | -------- | ------ | ------ |
| 2014年 | 亞洲青年羽毛球錦標賽         | 其他       | 混合團體 | －     | 冠軍   |
| 2014年 | 世界青年羽毛球錦標賽         | 其他       | 混合團體 | －     | 冠軍   |
| 2015年 | 中國羽毛球國際挑戰賽         | 國際挑戰賽 | 男子雙打 | 郑思维 | 準決賽 |
| 2015年 | 亞洲青年羽毛球錦標賽         | 其他       | 混合團體 | －     | 冠軍   |
| 2015年 | 亞洲青年羽毛球錦標賽         | 其他       | 男子雙打 | 郑思维 | 冠軍   |
| 2015年 | 亞洲青年羽毛球錦標賽         | 其他       | 混合雙打 | 杜玥   | 季軍   |
| 2015年 | 世界青年羽毛球錦標賽         | 其他       | 混合團體 | －     | 冠軍   |
| 2015年 | 世界青年羽毛球錦標賽         | 其他       | 男子雙打 | 郑思维 | 冠軍   |
| 2015年 | 世界青年羽毛球錦標賽         | 其他       | 混合雙打 | 杜玥   | 亞軍   |
| 2016年 | 亞洲青年羽毛球錦標賽         | 其他       | 混合團體 | －     | 冠軍   |
| 2016年 | 亞洲青年羽毛球錦標賽         | 其他       | 男子雙打 | 谭强   | 亞軍   |
| 2016年 | 亞洲青年羽毛球錦標賽         | 其他       | 混合雙打 | 杜玥   | 冠軍   |
| 2016年 | 世界青年羽毛球錦標賽         | 其他       | 混合團體 | －     | 冠軍   |
| 2016年 | 世界青年羽毛球錦標賽         | 其他       | 混合雙打 | 杜玥   | 冠軍   |
| 2017年 | 泰國羽毛球黃金大獎賽         | 黃金大獎賽 | 混合雙打 | 杜玥   | 冠軍   |
| 2017年 | 紐西蘭羽毛球黃金大獎賽       | 黃金大獎賽 | 男子雙打 | 谭强   | 準決賽 |
| 2017年 | 法國羽毛球超級賽             | 超級賽     | 男子雙打 | 谭强   | 準決賽 |
| 2017年 | 碧特博格羽毛球黃金大獎賽     | 黃金大獎賽 | 混合雙打 | 杜玥   | 冠軍   |
| 2018年 | 印度羽毛球公開賽             | 超級500賽  | 混合雙打 | 杜玥   | 準決賽 |
| 2018年 | 亞洲羽毛球團體錦標賽         | 其他       | 男子團體 | －     | 亞軍   |
| 2018年 | 德國羽毛球公開賽             | 超級300賽  | 混合雙打 | 杜玥   | 準決賽 |
| 2018年 | 紐西蘭羽毛球公開賽           | 超級300賽  | 男子雙打 | 谭强   | 準決賽 |
| 2018年 | 紐西蘭羽毛球公開賽           | 超級300賽  | 混合雙打 | 杜玥   | 準決賽 |
| 2018年 | 馬來西亞羽球公開賽           | 超級750賽  | 男子雙打 | 谭强   | 準決賽 |
| 2018年 | 日本羽球公開賽               | 超級750賽  | 男子雙打 | 谭强   | 準決賽 |
| 2018年 | 韓國羽毛球公開賽             | 超級500賽  | 混合雙打 | 杜玥   | 冠軍   |
| 2018年 | 中國福州羽毛球公開賽         | 超級750賽  | 男子雙打 | 谭强   | 亞軍   |
| 2018年 | 中國福州羽毛球公開賽         | 超級750賽  | 混合雙打 | 杜玥   | 準決賽 |
| 2019年 | 亞洲羽毛球混合團體錦標賽     | 其他       | 混合團體 | －     | 冠軍   |
| 2019年 | 亞洲羽毛球錦標賽             | 其他       | 混合雙打 | 杜玥   | 亞軍   |
| 2019年 | 香港羽毛球公開賽             | 超級500賽  | 混合雙打 | 杜玥   | 亞軍   |
| 2019年 | 赛义德·莫迪国际羽毛球锦标赛  | 超級300賽  | 男子雙打 | 谭强   | 冠軍   |
| 2021年 | 蘇迪曼盃                     | 其他       | 混合團體 | －     | 冠軍   |
| 2021年 | 湯姆斯杯                     | 其他       | 男子團體 | －     | 亞軍   |
| 2021年 | 世界羽毛球錦標賽             | 其他       | 男子雙打 | 谭强   | 亞軍   |
| 2022年 | 德國羽毛球公開賽             | 超級300賽  | 男子雙打 | 周昊東 | 準決賽 |
| 2022年 | 全英羽毛球公開賽             | 超級1000賽 | 男子雙打 | 譚強   | 準決賽 |
| 2022年 | 印尼羽毛球大师赛             | 超級500賽  | 男子雙打 | 周昊东 | 準決賽 |
| 2022年 | 越南羽毛球公開賽             | 超級100賽  | 男子雙打 | 周昊东 | 亞軍   |
| 2022年 | 澳洲羽毛球公開賽             | 超級300賽  | 男子雙打 | 周昊東 | 準決賽 |
| 2023年 | 印尼羽毛球大师赛             | 超級500賽  | 男子双打 | 周昊东 | 亞軍   |
| 2023年 | 亞洲羽球混合團體錦標賽       | 其他       | 混合團體 | －     | 冠軍   |
| 2023年 | 全英羽毛球公開賽             | 超級1000賽 | 男子雙打 | 周昊東 | 準決賽 |
| 2023年 | 西班牙馬德里羽毛球大師賽     | 超級300賽  | 男子双打 | 周昊东 | 冠軍   |
| 2023年 | 夏季世界大學運動會羽毛球比賽 | 其他       | 混合團體 | －     | 亞軍   |
| 2023年 | 法國羽毛球公開賽             | 超級750賽  | 男子雙打 | 任翔宇 | 準決賽 |
| 2023年 | 日本熊本羽毛球大師賽         | 超級500賽  | 男子雙打 | 任翔宇 | 冠軍   |
| 2023年 | 中國羽毛球大師賽             | 超級750賽  | 男子雙打 | 任翔宇 | 準決賽 |
| 2024年 | 泰國羽毛球大師賽             | 超級300賽  | 男子雙打 | 任翔宇 | 冠軍   |
| 2024年 | 亞洲羽毛球團體錦標賽         | 其他       | 男子團體 | －     | 冠軍   |
| 2024年 | 德國羽毛球公開賽             | 超級300賽  | 男子雙打 | 任翔宇 | 亞軍   |
| 2024年 | 汤姆斯盃                     | 其他       | 男子團體 | －     | 冠軍   |
| 2024年 | 馬來西亞羽毛球大師賽         | 超級500賽  | 男子雙打 | 任翔宇 | 準決賽 |
| 2024年 | 新加坡羽毛球公開賽           | 超級750賽  | 男子雙打 | 任翔宇 | 冠軍   |
| 2024年 | 澳洲羽毛球公開賽             | 超級500賽  | 男子雙打 | 任翔宇 | 冠軍   |
| 2024年 | 中國羽毛球公開賽             | 超級1000賽 | 男子雙打 | 任翔宇 | 亞軍   |
| 2024年 | 中國羽毛球大師賽             | 超級750賽  | 男子雙打 | 任翔宇 | 準決賽 |
| 2025年 | 全英羽毛球公開賽             | 超級1000賽 | 男子雙打 | 任翔宇 | 準決賽 |

| 2007-2017年 | 首要超級賽 | 超級賽 | 黃金大獎賽 | 大獎賽 | 國際挑戰賽 | 國際系列賽 | 未來系列賽 | 其他 |

| 2018-2026年 | 總決賽 | 超級1000賽 | 超級750賽 | 超級500賽 | 超級300賽 | 超級100賽 | 國際挑戰賽 | 國際系列賽 | 未來系列賽 | 其他 |

### 世界冠軍頭銜
何济霆在羽毛球生涯中共奪得2項羽毛球世界冠軍頭銜。
| 賽事     | 奪冠次數 | 年份               |
| -------- | -------- | ------------------ |
| 蘇迪曼盃 | 1        | 2021年（混合團體） |
| 湯姆斯盃 | 1        | 2024年（男子團體） |
| 總計     | 2        |                    |

### 奧運會和世錦賽參賽紀錄
|          | 搭檔   | 2018 | 2019 | 2020 | 2021 | 2023 |
| -------- | ------ | ---- | ---- | ---- | ---- | ---- |
| 男子雙打 | 谭强   | 32強 | 16強 | －   | 亞軍 | －   |
| 男子雙打 | 周昊東 | －   | －   | －   | －   | 16強 |
|          |        |      |      |      |      |      |
| 混合雙打 | 杜玥   | 16強 | 32強 | －   | －   | －   |